# Edificio City National Bank (Miami)
Edificio City National Bank  es un edificio histórico ubicado en Miami, Florida.  Edificio City National Bank se encuentra inscrito  en el Registro Nacional de Lugares Históricos desde el 4 de enero de 1989. Forma parte del Downtown Miami MRA. 

## Ubicación
Edificio City National Bank se encuentra dentro del condado de Miami-Dade en las coordenadas 25°46′30″N 80°11′30″O / 25.775, -80.191667.